# Lijst van gemeenten in het departement Bouches-du-Rhône
Hieronder volgt een lijst van 119 gemeenten (communes) in het Franse departement Bouches-du-Rhône (departement 13).

## A
Aix-en-Provence
- Allauch
- Alleins
- Arles
- Aubagne
- Aureille
- Auriol
- Aurons

## B
La Barben
- Barbentane
- Les Baux-de-Provence
- Beaurecueil
- Belcodène
- Berre-l'Étang
- Bouc-Bel-Air
- La Bouilladisse
- Boulbon

## C
Cabannes
- Cabriès
- Cadolive
- Carnoux-en-Provence
- Carry-le-Rouet
- Cassis
- Ceyreste
- Charleval
- Châteauneuf-le-Rouge
- Châteauneuf-les-Martigues
- Châteaurenard
- La Ciotat
- Cornillon-Confoux
- Coudoux
- Cuges-les-Pins

## D
La Destrousse

## E
Éguilles
- Ensuès-la-Redonne
- Eygalières
- Eyguières
- Eyragues

## F
La Fare-les-Oliviers
- Fontvieille
- Fos-sur-Mer
- Fuveau

## G
Gardanne
- Gémenos
- Gignac-la-Nerthe
- Grans
- Graveson
- Gréasque

## I
Istres

## J
Jouques

## L
Lamanon
- Lambesc
- Lançon-Provence

## M
Maillane
- Mallemort
- Marignane
- Marseille
- Martigues
- Mas-Blanc-des-Alpilles
- Maussane-les-Alpilles
- Meyrargues
- Meyreuil
- Saint-Pierre-de-Mézoargues
- Mimet
- Miramas
- Mollégès
- Mouriès

## N
Noves

## O
Orgon

## P
Paradou
- Pélissanne
- La Penne-sur-Huveaune
- Les Pennes-Mirabeau
- Peynier
- Peypin
- Peyrolles-en-Provence
- Plan-de-Cuques
- Plan-d'Orgon
- Port-de-Bouc
- Port-Saint-Louis-du-Rhône
- Puyloubier
- Le Puy-Sainte-Réparade

## R
Rognac
- Rognes
- Rognonas
- La Roque-d'Anthéron
- Roquefort-la-Bédoule
- Roquevaire
- Rousset
- Le Rove

## S
Saint-Andiol
- Saint-Antonin-sur-Bayon
- Saint-Cannat
- Saint-Chamas
- Saint-Estève-Janson
- Saint-Étienne-du-Grès
- Saint-Marc-Jaumegarde
- Saintes-Maries-de-la-Mer
- Saint-Martin-de-Crau
- Saint-Mitre-les-Remparts
- Saint-Paul-lès-Durance
- Saint-Rémy-de-Provence
- Saint-Savournin
- Saint-Victoret
- Salon-de-Provence
- Sausset-les-Pins
- Sénas
- Septèmes-les-Vallons
- Simiane-Collongue

## T
Tarascon
- Le Tholonet
- Trets

## V
Vauvenargues
- Velaux
- Venelles
- Ventabren
- Vernègues
- Verquières
- Vitrolles